# Roland von Büren
Roland von Büren (* 19. Februar 1944 in Luzern) ist ein Schweizer Rechtswissenschaftler.

## Leben
Roland von Büren studierte Rechtswissenschaften an der Universität Bern und wurde dort 1971 mit der Dissertation über Teilzeitarbeit und Temporärarbeit als neue Formen der Dienstleistung im schweizerischen Recht zum Doktor der Rechte promoviert. Ab 1984 war er Lehrbeauftragter und ab 1990 Honorarprofessor an der Universität Bern, wo er 1992 auch zum Ordinarius für Handelsrecht, Wettbewerbsrecht und Immaterialgüterrecht ernannt wurde. In der gleichen Zeit war er Direktor des Instituts für Wirtschaftsrecht der Universität Bern.
Im Jahr 1995 wurde er der erste Direktor der Wettbewerbskommission nach dem neuen Schweizer Kartellgesetz. Daneben war er auch Verwaltungsratspräsident der Valiant Bank und Of Counsel einer Schweizer Anwaltskanzlei.
Die Tätigkeits- und Forschungsschwerpunkte sind das Wettbewerbsrecht, Immaterialgüterrecht sowie Gesellschafts- und Konzernrecht.

## Schriften (Auswahl)
- Teilzeitarbeit und temporäre Arbeit als neue Formen von Dienstleistung im schweizerischen Recht. Bern 1971, OCLC 603027670.
- mit Eugen Marbach: Immaterialgüter- und Wettbewerbsrecht. Bern 2002, ISBN 3-7272-0939-9.
- mit Susan Emmenegger und Thomas Koller (Hrsg.): Rezeption und Autonomie: 80 Jahre türkisches ZGB. Journées turco-suisses 2006. Bern 2007, ISBN 3-7272-9856-1.
- mit Walter A. Stoffel und Rolf H. Weber: Grundriss des Aktienrechts. Mit Berücksichtigung der laufenden Revision. Basel 2011, ISBN 978-3-7255-6343-2.

sowie die Standardwerke:
- Schweizerisches Immaterialgüter- und Wettbewerbsrecht, Band II/2: Urheberrecht. Teilband 2: Urheberrecht im EDV-Bereich, Helbing Lichtenhahn Verlag Basel 1998, ISBN 978-3-7190-1747-7
- Schweizerisches Immaterialgüter- und Wettbewerbsrecht, Band II/1: Urheberrecht. Teilband 1: Urheberrecht und verwandte Schutzrechte, Helbing Lichtenhahn Verlag Basel 2014, ISBN 978-3-7190-3178-7
- Schweizerisches Immaterialgüter- und Wettbewerbsrecht, Band III/1: Kennzeichenrecht Teilband 1: Markenrecht, Helbing Lichtenhahn Verlag Basel 2009, ISBN 978-3-7190-2162-7
- Schweizerisches Immaterialgüter- und Wettbewerbsrecht, Band VI: Designrecht, Helbing Lichtenhahn Verlag Basel 2007, ISBN 978-3-7190-2164-1
- Schweizerisches Privatrecht, Band VIII/10: Handelsrecht. Teilband 10: Die Revision, Helbing Lichtenhahn Verlag Basel 2014, ISBN 978-3-7190-3180-0